# Кающиеся
Ка́ющиеся — в общем, религиозные верующие-грешники, приносящие раскаяние в своих грехах; в частности, в раннехристианской церкви её члены, которые за тяжкие грехи подвергались церковным епитимьям.
В раннехристианской церкви было принято различать ве́рных, оглаше́нных и ка́ющихся. Последние — смотря по важности грехов — делились на четыре рода:
- 1) плачущие (греч. προσκλαίοντες) — которые не имели права входа в храм и во время богослужения стояли на церковной паперти, иногда с посыпанной пеплом головой, повергаясь ниц перед входящими в храм с просьбой о молитве за них.
- 2) слушающие (ακούοντες) — которым позволялось слушать чтение и объяснение св. Писания за литургией, после чего они выходили из храма; они стояли вместе с оглашенными в притворе.
- 3) припадающие, или преклоняющие колена (ύποπίπτοντες), — имели право присутствовать не только при чтении и объяснении св. Писания, но и при возносимых вслед за тем молитвах за них, стоя вместе с готовящимися ко крещению, непосредственно за амвоном. Перед началом литургии верных они оставляли церковь вместе с оглашенными.
- 4) стоящие вместе с верными (συνασταμένοι τοϊς πιςτοϊς) — присутствовали на литургии в храме вместе с верными во всё её продолжение, но не имели права приступать к причащению.

По усмотрению местного епископа кающиеся могли переводиться из одного рода в другой и от него же получали разрешение. При вразумлении кающегося и при назначении ему епитимьи, духовник был обязан различать простительные грехи (неведения и немощи) и смертные, в случае нераскаяния лишающие христианина благодати.